# Лиива, Юхан
Юхан «Лиива» Аксельсон (швед. Johan 'Liiva' Axelsson) (родился 18 ноября 1970 года в городе Хельсингборг, Швеция) — шведский вокалист в стиле дэт-метал. Наиболее известен как вокалист популярной melodic death metal группы Arch Enemy. Также участвовал в группах Carnage, Furbowl и NonExist. В данный момент является вокалистом группы Hearse.

## Карьера

### Furbowl
В 1988 году Юхан Лиива вместе со своим другом детства Майклом Эмоттом основал группу Carnage и записал демо «The Day Man Lost», но покинул группу перед выпуском дебютного альбома в 1990 году. Он ушёл, чтобы основать группу Furbowl и участвовать в ней как гитарист/вокалист, вместе с Max Thornell на ударных. Группа выпустила дебютный альбом Those Shredded Dreams на Step One Records в 1992 году. На двух песнях альбома присутствовали соло в исполнении Майкла Эмотта. Вскоре к Furbowl присоединился гитарист Nicklas Stenemo, и группа записала свою вторую пластинку The Autumn Years в 1994 году на Black Mark Productions. Однако вскоре они распались.

### Arch Enemy
После распада Furbowl в середине 1990-х, Юхан объединился с Майклом Эмоттом для основания группы Arch Enemy. После релиза альбома Black Earth в Японии в 1996 году, альбом стал очень популярен на Japan’s MTV Rocks! и в 1998 Arch Enemy были приглашены провести турне по Японии и подписать контракт с Toy's Factory Records. В том же году группа выпустила свой второй альбом Stigmata и впервые отправилась в турне. В 1999 году был выпущен третий студийный альбом Burning Bridges, а также был записан первый концертный альбом Burning Japan Live 1999, выпущенный в 2000 году. Этот альбом стал последней работой Юхана с Arch Enemy.

### NonExist
В ноябре 2000 года Юхан получил письмо от Майкла Эмотта, в котором говорится, что Arch Enemy устраивают прослушивание для нового вокалиста, и Лииве следует заняться другим проектом. Шокированный Юхан образует группу NonExist с гитаристом Johan Reinholdz (Andromeda) и ударником Matte Modin (Dark Funeral, Defleshed). Группа выпускает всего лишь один альбом, Deus Deceptor, а в 2002 году приостанавливает деятельность. В 2011 деятельность группы возобновляется, Йохан принимает участие в качестве вокалиста и автора текстов на 2 последующих альбомах -- From My Cold Dead Hands (2012, Pivotal/Tropper Entertainment ), Throne of Scars (2015, Mighty Music/Trooper Entertainment ), после чего покидает группу по собственному желанию.

### Hearse
Вскоре Юхан вместе с гитаристом Mattias Ljung и бывшим участником Furbowl ударником Max Thornell основывают группу Hearse. Группа оказалась очень активной, выпустив в 2003 альбом Dominion Reptilian на Hammerheart Records, в 2004 году — Armageddon, Mon Amour на Candlelight Records, в 2005 году — The Last Ordeal на Karmageddon Records и в 2006 — In These Veins на Dental Records.
Иохан Лиива также участвовал как приглашенный вокалист на дебютной пластинке группы Synastry Blind Eyes Bleed на треке «Vision of Anger», записанном в 2007 году и выпущенном в 2008.

## Дискография

### Furbowl
- Those Shredded Dreams (1992)
- The Autumn Years (1994)

### Arch Enemy
- Black Earth (1996)
- Stigmata (1998)
- Burning Bridges (1999)
- Burning Japan Live 1999 (2000)
- Wages of Sin (Disc 2) (2001)

### NonExist
- Deus Deceptor (2002)
- From My Cold Dead Hands (2012)
- Throne Of Scars (2015)

### Hearse
- Dominion Reptilian (2003)
- Armageddon, Mon Amour (2004)
- The Last Ordeal (2005)
- In These Veins (2006)
- Single Ticket To Paradise (2009)